# Benoît-Antoine-Frédéric d'Andlau de Hombourg
Benoît-Antoine-Frédéric d'Andlau de Hombourg (15 août 1761 - Hombourg (Alsace) ✝ 6 juin 1839 - Eichstädt, royaume de Bavière), est un homme d'Église et homme politique français des XVIIIe et XIXe siècles.

## Biographie
Benoît-Antoine-Frédéric d'Andlau de Hombourg était, en 1789, prince du chapitre équestral de Murbach (abbé de Murbach et prince du Saint-Empire romain germanique : 1786-1790), abbé de Guebwiller et de Lure, grand vicaire de Besançon.
Élu, le 1er avril, député du clergé aux États généraux de 1789 pour le bailliage de Colmar et Schelestadt, il commença par incliner, comme son frère Frédéric-Antoine-Marc d'Andlau, du côté du tiers état.
Mais les questions religieuses ne tardèrent pas à le ranger dans l'opposition de droite. C'est ainsi qu'il écrivit, en avril 1790, à ses commettants, une lettre où il déplorait vivement la suppression par l'assemblée des maisons religieuses d'Alsace, et où il insistait pour la conservation des biens ecclésiastiques qui, disait-il, « appartiennent, avant tout, au culte, aux pauvres, à l'éducation publique, aux hôpitaux de la province. »
Il protesta aussi contre le décret par lequel l'assemblée déclarait l'entière liberté de conscience et la tolérance pour toutes les religions.